# Akanksha Nitture
Akanksha Dileep Nitture (Hindi: आकांक्षा दिलीप निटूरे; * 8. März 2003) ist eine indische Tennisspielerin.

## Karriere
Nitture begann mit fünf Jahren das Tennisspielen und bevorzugt Hartplätze. Sie spielt überwiegend auf Turnieren der ITF Women’s World Tennis Tour, bei denen sie bislang aber noch keinen Titel gewonnen hat. 